# КрАЗ-65032
КрАЗ-65032 (англ. KrAZ-65032) — тривісний автомобіль-самоскид з колісною формулою 6x6 призначений для перевезення будівельних вантажів по дорогах з твердим покриттям, розрахованим на пропуск автомобілів з навантаженням на здвоєні осі до 220 кН (22000 кгс). Автомобіль обладнаний металевою платформою з розвантаженням назад.
Автомобілі в основному комплектуються двигунами  ЯМЗ-238ДЕ2 потужністю 330 к.с. на замовлення можливе встановлення двигунів Cummins, Ford або Deutz. В залежності від версії вантажопідйомність варіюється від 12 до 18 тонн.

## Модифікації
- КрАЗ-65032 тип 1 — базова модель, самоскид, 15 тонн корисного навантаження з об'ємом кузова 10,5 кубічних метрів, також відомий як КрАЗ-65032-042.
- КрАЗ-65032 тип 2 — самоскид з 18 тоннами корисного навантаження і об'ємом кузова 12 кубометрів, включений в список КрАЗ-65032-056.
- КрАЗ-65032 тип 3 — самоскид з шинами для пересіченої місцевості, 12 тонн корисного навантаження і об'ємом кузова 12 кубічних метрів, також відомий як КрАЗ-65032-060.
- КрАЗ-65032 тип 4 — самоскид з шинами для пересіченої місцевості вантажопідйомністю 16 тонн і об'ємом кузова 12 кубічних метрів, також відомий як КрАЗ-65032-064-2 і виготовляється з 2004 року.
- КрАЗ-65032 тип 5 — самоскид з великими бортами кузова 16 кубометрів і 15 тонн корисного навантаження, альтернативно називають КрАЗ-65032-068.
- КрАЗ-65032IK — самоскид з новою кабіною з пластиковим капотом.
- КрАЗ-65032-0350041 — варіант з двигуном Dongfeng, створеним по ліцензії 8,9 л V6 Cummins ISLe 375-30 (Євро-3) потужністю 370 к.с. і коробкою передач Shaanxi, виготовленою по ліцензії Eaton.[1]
- КрАЗ-650321 — самоскид призначений для експлуатації в районах холодної кліматичної зони.
- КрАЗ-65033 — самоскид з 18 тоннами корисного навантаження і об'ємом кузова 12 кубометрів, обладнаний широкопрофільними шинами розміром 16.00R20.